# Manuel Ramírez
Manuel Ramírez (ur. 20 maja 1989) – portorykański zapaśnik walczący w stylu wolnym. Zajął siódme miejsce na mistrzostwach panamerykańskich w 2009. Zdobył brązowy medal na igrzyskach Ameryki Środkowej i Karaibów w 2010 roku.